# Samir Amin
Samir Amin (àrab: سمير أمين, Samīr Amīn) (el Caire, Egipte, 3 de setembre de 1931 - París, França, 12 d'agost de 2018) va ser un economista, geopolític, científic i escriptor egipci. Va ser un dels pensadors neomarxistes més importants de la seva generació, malgrat el fet que ell no es considerava neomarxista i fins i tot criticava a aquest moviment. Va desenvolupar els seus estudis sobre política, estadística i economia a París.

## Biografia
Samir Amin va néixer al Caire, fill de pare egipci i mare francesa (tots dos metges). Va passar la seva infància i joventut a Port Said, on va assistir a l'escola de secundària. De 1947 a 1957 va estudiar a París, obtenint un diploma en Ciències Polítiques (1952) abans de graduar-se en estadística (1956) i economia (1957). En la seva autobiografia Itinéraire intellectuel (1990) va escriure que amb la finalitat de gastar una quantitat considerable de temps en "acció militant", només podia dedicar un mínim de temps a la seva preparació per als exàmens universitaris.
En arribar a París, Amin es va unir al Partit Comunista Francès (PCF), però després es va distanciar del marxisme soviètic, i es va sumar per algun temps amb els cercles dels maoistes. Amb altres estudiants va publicar una revista titulada Étudiants Anticolonialistes. El 1957 va presentar la seva tesi, supervisada per François Perroux, entre d'altres, originalment titulada Els orígens del subdesenvolupament - l'acumulació capitalista a escala mundial, després retítulada com "Els efectes estructurals de la integració internacional de les economies precapitalistes". Un estudi teòric del mecanisme que crea les anomenades economies subdesenvolupades.
Després d'acabar la seva tesi, Amín va tornar al Caire, on va treballar des de 1957 fins a 1960 com a oficial de recerca per a "L'Institut per a la Gestió Econòmica". Posteriorment, Amin deixa el Caire, per convertir-se en un assessor del Ministeri de Planificació a Bamako (Mali) des de 1960 fins a 1963. El 1963 se li va oferir una beca en l'Institut Africà de Desenvolupament Econòmic i de Planificació (Institut Africain de Développement Économique et de Planification - IDEP). Fins a 1970 va treballar allí, a més de ser un professor de la Universitat de Poitiers, Dakar i París (París VIII, Vincennes). El 1970 va ser nomenat director del IDEP, que va dirigir fins a 1980. El 1980, Amin va abandonar el IDEP i es va convertir en director del Fòrum del Tercer Món a Dakar.

## Pensament
Amin ha dedicat gran part de la seva obra a l'estudi de les relacions entre els països desenvolupats i els subdesenvolupats, les funcions dels estats en aquests països i principalment als orígens d'aquestes diferències, les quals es trobarien a les bases mateixes del capitalisme i la mundialització. Per Amin, la mundialització és un fenomen tan antic com la humanitat, no obstant això, en les antigues societats aquesta oferia oportunitats per a les regions menys avançades d'aconseguir a les altres. Per contra la mundialització moderna, associada al capitalisme, és polaritzant per naturalesa, és a dir que la lògica d'expansió mundial del capitalisme produeix en si mateixa una desigualtat creixent entre els socis del sistema.

### Tesi de la desconnexió
Un dels conceptes centrals dels estudis de Amin és la "tesi de la desconnexió", el qual desenvolupa en el seu llibre La desconnexió publicat el 1988. En el marc d'aquesta obra elabora una sèrie de propostes sobre la necessitat que els països anomenats subdesenvolupats es "desconnectin" del sistema capitalista mundial. Aquesta necessitat de desconnectar-se no està plantejada, segons Amin, en termes d'autarquia, sinó com a necessitat d'abandonar els valors que semblen estar donats naturalment pel capitalisme, per aconseguir posar en peus un internacionalisme dels pobles que lluiti contra aquest. La necessitat de desconnexió és el lògic resultat polític del caràcter desigual del desenvolupament del capitalisme, però també la desconnexió és una condició necessària per a qualsevol avanç socialista, tant en el Nord com en el Sud.

### Crítica a la globalització
Crític de la globalització, Amin veu en ella una coartada darrere de la qual s'amaga una ofensiva del capital, que vol aprofitar-se de les noves relacions de força que li són més favorables per aniquilar les conquestes històriques de les classes obreres. Aquestes relacions de força favorables estan així plantejades des de la caiguda del bloc Soviètic. Per Amin l'etapa que va des de la fi de la segona guerra mundial (1945) fins a l'enfonsament de la URSS i els seus satèl·lits (1989-1991) va significar una etapa d'ascens de moviments d'alliberament als països del tercer món i de progrés en les seves economies, ja que es van veure beneficiats per la competència Est-Oest. A partir de l'ensulsiada de la URSS el triomf del capital és total i est troba condicions més favorables per fer marxa enrere en els assoliments dels pobles. Amin discuteix la idea de la mundialització com a assoliment de la humanitat, com a màxima meta del progrés humà. No obstant això, el discurs dominant faria de la mundialització una obligació absoluta, una llei inqüestionable contra la qual no es pot fer gens. Encara més, la mundialització només tindria un aspecte, la que se'ns proposa en el seu nom, sent totes les altres forçosament utopies.

### Crítica al comunisme soviètic
Dins del pensament de Amin també poden trobar-se fortes crítiques al comunisme de tipus soviètic. La principal és precisament que no va arribar a ser socialista. Al contrari, el que va fer va ser establir un nou tipus de burgesia (la Nomenklatura) que es mirava, en totes les seves aspiracions, en el mirall d'Occident, model del qual anhelava reproduir. Amin planteja que el socialisme significa no només l'abolició de la propietat privada, sinó també (i fins i tot més) altres relacions pel que fa al treball que les que defineixen l'estatut de l'assalariat i la construcció d'un sistema que permeti a la societat en el seu conjunt (i no a un aparell que operi en el seu nom) dominar el seu esdevenir social, la qual cosa al seu torn implica la construcció d'una democràcia avançada, més avançada que la burgesa. No obstant això, la societat soviètica no només no es diferenciava de la burgesa en aquests punts, sinó que quan es diferenciava era per a pitjor.

## Publicacions
- 1957, Les effets structurels de l'intégration internationale des économies précapitalistes. Une étude théorique du mécanisme qui an engendré les éonomies dites sous-développées (thesis)
- 1965, Trois expériences africaines de développement: le Mali, la Guinée et le Ghana
- 1966, L'économie du Maghreb, 2 vols.
- 1967, Le développement du capitalisme en Côte d'Ivoire
- 1969, Le monde des affaires sénégalais
- 1969, The Class struggle in Africa
- 1970, Le Maghreb moderne
- 1970, L'accumulation à l'échelle mondiale
- 1970, with C. Coquery-Vidrovitch, Histoire économique du Congo 1880–1968
- 1971, L'Afrique de l'Ouest bloquée
- 1973, Le développement inégal
- 1973, L'échange inégal et la loi de la valeur
- 1973, Neocolonialism in West Africa
- 1973, 'Le developpement inegal. Essai sur les formations sociales du capitalisme peripherique' Paris: Editions de Minuit.
- 1974, with K. Vergopoulos: La question paysanne et le capitalisme
- 1975, with A. Faire, M. Hussein and G. Massiah: La crise de l‘impérialisme
- 1976, ‘Unequal Development: An Essay on the Social Formations of Peripheral Capitalism' New York: Monthly Review Press.
- 1976, L'impérialisme et le développement inégal
- 1976, La nation arabe
- 1977, La loi de la valeur et le matérialisme historique
- 1979, Classe et nation dans l'histoire et la crise contemporaine
- 1980, L'économie arabe contemporaine
- 1981, L'avenir du Maoïsme
- 1982, Irak et Syrie 1960–1980
- 1982, with G. Arrighi, A. G. Frank and I. Wallerstein): La crise, quelle crise?
- 1984, 'Was kommt nach der Neuen Internationalen Wirtschaftsordnung? Die Zukunft der Weltwirtschaft' in 'Rote Markierungen International' (Fischer H. and Jankowitsch P. (Eds.)), pp. 89–110, Vienna: Europaverlag.
- 1984, Transforming the world-economy? : nine critical essays on the new international economic order.
- 1985, La déconnexion
- 1988, Impérialisme et sous-développement en Afrique (expanded edition of 1976)
- 1988, L'eurocentrisme
- 1988, with F. Yachir: La Méditerranée dans le système mondial
- 1989, La faillite du développement en Afrique et dans le tiers monde
- 1990, with Andre Gunder Frank, Giovanni Arrighi and Immanuel Wallerstein: Transforming the revolution: social movements and the world system
- 1990, Itinéraire intellectuel; regards sur le demi-siècle 1945-90
- 1991, L'Empire du chaos
- 1991, Les enjeux stratégiques en Méditerranée
- 1991, with G. Arrighi, A. G. Frank et I. Wallerstein): Le grand tumulte
- 1992, 'Empire of Chaos' New York: Monthly Review Press.
- 1994, L'Ethnie à l'assaut des nations
- 1995, La gestion capitaliste de la crise
- 1996, Les défis de la mondialisation
- 1997, 'Die Zukunft des Weltsystems. Herausforderungen der Globalisierung. Herausgegeben und aus dem Franzoesischen uebersetzt von Joachim Wilke' Hamburg: VSA.
- 1997, Critique de l'air du temps
- 1999, "Judaism, Christianity and Islam: An Introductory Approach to their Real or Supposed Specificities by a Non-Theologian" in "Global capitalism, liberation theology, and the social sciences: An analysis of the contradictions of modernity at the turn of the millennium" (Andreas Mueller, Arno Tausch and Paul Zulehner (Eds.)), Nova Science Publishers, Hauppauge, Commack, New York
- 1999, Spectres of capitalism: a critique of current intellectual fashions
- 2000, L'hégémonisme des États-Unis et l'effacement du projet européen
- 2002, Mondialisation, comprendre pour agir
- 2003, Obsolescent Capitalism
- 2004, The Liberal Virus: Permanent War and the Americanization of the World
- 2005, with Ali El Kenz, Europe and the Arab world; patterns and prospects for the new relationship
- 2006, Beyond US Hegemony: Assessing the Prospects for a Multipolar World
- 2008, with James Membrez, The World We Wish to See: Revolutionary Objectives in the Twenty-First Century
- 2009, 'Aid for Development' in 'Aid to Africa: Redeemer or Coloniser?' Oxford: Pambazuka Press  Arxivat 2009-07-22 a Wayback Machine.
- 2010, 'Eurocentrism - Modernity, Religion and Democracy: A Critique of Eurocentrism and Culturalism' 2nd edition, Oxford: Pambazuka Press  Arxivat 2009-07-22 a Wayback Machine.
- 2010, 'Ending the Crisis of Capitalism or Ending Capitalism?' Oxford: Pambazuka Press  Arxivat 2009-07-22 a Wayback Machine.
- 2010, 'Global History - a View from the South' Oxford: Pambazuka Press  Arxivat 2009-07-22 a Wayback Machine.
- 2011, 'Maldevelopment - Anatomy of a Global Failure' 2nd edition, Oxford: Pambazuka Press  Arxivat 2015-09-26 a Wayback Machine.
- 2011, 'Imperialsim and Globalization' : Monthly Review Press
- 2013, 'The Implosion of Contemporary Capitalism' : Monthly Review Press
- 2016, 'Russia and the Long Transition from Capitalism to Socialism' : Monthly Review Press